# Шварцбург
Шварцбург (на немски: Schwarzburg) е община в окръг Залфелд-Рудолщат в Тюрингия, Германия, с 560 жители (2015) и площ 14.63 km².
Шварцбург се намира на река Шварца в Тюрингер Валд. Споменат е за пръв път през 1071 г. като „Swartzinburg“.
Дворецът Шварцбург е от 12 век резиденция на графовете на Шварцбург. Гьоте пише за долината около Шварцбург в писмо до Шарлоте фон Щайн от 5 юли 1781 г.